# Jan Engels
Pour les articles homonymes, voir Engels (homonymie).
Jan Engels ou Jean Engels est un coureur cycliste belge, né le 11 mai 1922 à Rhode-Saint-Genèse et mort le 17 avril 1972 à Heverlee.
Professionnel de 1945 à 1952, il remporte sept victoires dont Liège-Bastogne-Liège en 1945 . Il porte également le maillot jaune durant un jour sur le Tour de France 1948.
Son surnom dans le peloton était Krol.

## Palmarès
- 1945
  - 2e étape du Tour de Belgique
  - Liège-Bastogne-Liège
  - Grand Prix des Ardennes
- 1946
  - 8ea étape du Tour de Belgique (contre-la-montre)
  - 2e du Tour de Belgique
  - 6e du Tour de Suisse
- 1947
  - Roubaix-Huy
  - 3e de Bruxelles-Rixensart

## Résultats sur les grands tours

### Tour de France
1 participation 
- 1948 : 22e,  maillot jaune pendant 1 jour

### Tour d'Espagne
1 participation 
- 1947 : abandon (11e étape)